# Orto-Nur Sokułuk
Orto-Nur Sokułuk (kirg. «Орто-Нур» Сокулук) – kirgiski klub piłkarski z siedzibą w Sokułuku.

## Historia
Chronologia nazw:
- 19??—1991: Dostuk Sokułuk
- 1992—1993: SKA-Dostuk Sokułuk
- 1998: Dinamo Sokułuk
- 1999: Frunze Sokułuk
- 2003—...: Orto-Nur Sokułuk

Założony w XX wieku jako Dostuk Sokułuk. W 1990 debiutował we Wtoroj Niższej Lidze Mistrzostw ZSRR. Od 1992 startuje w rozgrywkach Wyższej Ligi Kirgistanu jako SKA-Dostuk Sokułuk. Po sezonie 1993 został rozwiązany.
W 1998 klub został reaktywowany pod nazwą Dinamo Sokułuk, a w następnym roku zmienił nazwę na Frunze Sokułuk. Potem ponownie został rozwiązany.
Dopiero w 2003 klub został reaktywowany pod nazwą Orto-Nur Sokułuk i ponownie startował w Wyższej Lidze Kirgistanu, w której zajął 8 miejsce.

## Sukcesy
- wicemistrz Kirgistanu:

1992